# João Dias
João Dias är en kommun i Brasilien.   Den ligger i delstaten Rio Grande do Norte, i den östra delen av landet, 1 500 km nordost om huvudstaden Brasília. Antalet invånare är 2 601.
Omgivningarna runt João Dias är huvudsakligen savann. Runt João Dias är det ganska tätbefolkat, med 100 invånare per kvadratkilometer.